# Fredrik Brustad
Fredrik Brustad (Oslo, 22 giugno 1989) è un ex calciatore norvegese, di ruolo attaccante.

## Biografia
È fratellastro del difensore Kjetil Wæhler.

## Carriera

### Club
Brustad ha giocato con gli statunitensi del Central Florida Kraze, nella lega PDL. Il 19 agosto 2011 è stato reso noto il suo passaggio allo Stabæk, che ne ha segnato il ritorno in patria. Ha debuttato nell'Eliteserien il 21 agosto, quando è subentrato ad Alain Junior Ollé Ollé nel pareggio per 1-1 contro il Brann. Il 22 aprile 2012, ha realizzato la prima rete nella massima divisione norvegese, in occasione della sconfitta per 2-1 sul campo del Sandnes Ulf. A fine stagione, la squadra è retrocessa nella 1. divisjon. Brustad è rimasto in forza allo Stabæk e ha contribuito all'immediata promozione del club. Il 17 ottobre 2014, il suo nome è stato inserito tra i candidati per la vittoria del premio Kniksen per il miglior attaccante del campionato.
Il 9 agosto 2014, è stato reso noto che Brustad si sarebbe trasferito agli svedesi dell'AIK a partire dal 1º gennaio 2015, a parametro zero. Ha segnato la sua prima rete in Allsvenskan il 26 aprile 2015 contro l'Örebro, alla 5ª giornata. Ha chiuso la stagione con 5 reti in 27 partite, con l'AIK che si è classificato al 3º posto finale.
Il 16 giugno 2016, il Molde ha reso noto sul proprio sito internet d'aver ingaggiato Brustad, che ha firmato un contratto valido per i successivi tre anni e mezzo con il nuovo club. Il giocatore si sarebbe aggregato al nuovo club alla riapertura del calciomercato locale. Ha esordito in squadra il 23 luglio, schierato titolare nella sconfitta interna per 0-1 contro il Sarpsborg 08. Il 6 agosto ha trovato la prima rete, nella vittoria casalinga per 3-2 sul Bodø/Glimt. Ha chiuso la stagione a quota 9 presenze, con 2 reti all'attivo.
Il 31 agosto 2018, gli scozzesi dell'Hamilton Academical hanno ingaggiato Brustad con la formula del prestito stagionale. Il 10 gennaio 2019 ha fatto ritorno al Molde anzitempo.
L'11 gennaio 2019 è passato al titolo definitivo al Mjøndalen, a cui si è legato con un contratto triennale. Il 14 dicembre 2021, a seguito della retrocessione in 1. divisjon della sua squadra, è stato reso noto che Brustad avrebbe lasciato il Mjøndalen a parametro zero al termine del mese, in scadenza di contratto.
Il 12 gennaio 2022 è stato comunicato il suo approdo al KFUM Oslo, a cui si è legato con un contratto annuale. Il 31 luglio dello stesso anno ha annunciato il ritiro dall'attività agonistica.

### Nazionale
Il 25 agosto 2014, è stato convocato dal commissario tecnico Per-Mathias Høgmo in vista dell'amichevole che la Norvegia avrebbe disputato il successivo 27 agosto contro gli Emirati Arabi Uniti. È subentrato a Marcus Pedersen nel secondo tempo della partita, che è terminata con un pareggio per 0-0.

## Statistiche

### Presenze e reti nei club
Statistiche aggiornate all'11 novembre 2022.
| Stagione            | Club             | Campionato       | Campionato | Campionato | Coppe nazionali | Coppe nazionali | Coppe nazionali | Coppe continentali | Coppe continentali | Coppe continentali | Supercoppe | Supercoppe | Supercoppe | Totale | Totale |
| Stagione            | Club             | Comp             | Pres       | Reti       | Comp            | Pres            | Reti            | Comp               | Pres               | Reti               | Comp       | Pres       | Reti       | Pres   | Reti   |
| ------------------- | ---------------- | ---------------- | ---------- | ---------- | --------------- | --------------- | --------------- | ------------------ | ------------------ | ------------------ | ---------- | ---------- | ---------- | ------ | ------ |
| ago.-dic. 2011      | Stabæk           | ES               | 11         | 0          | CN              | -               | -               | -                  | -                  | -                  | -          | -          | -          | 11     | 0      |
| 2012                | Stabæk           | ES               | 27         | 5          | CN              | 3               | 4               | UEL                | 2                  | 0                  | -          | -          | -          | 32     | 9      |
| 2013                | Stabæk           | 1D               | 26         | 7          | CN              | 3               | 3               | -                  | -                  | -                  | -          | -          | -          | 29     | 10     |
| 2014                | Stabæk           | ES               | 30         | 10         | CN              | 6               | 3               | -                  | -                  | -                  | -          | -          | -          | 36     | 13     |
| Totale Stabæk       | Totale Stabæk    | Totale Stabæk    | 94         | 22         |                 | 12              | 10              |                    | 2                  | 0                  |            | -          | -          | 108    | 32     |
| 2015                | AIK              | A                | 27         | 5          | CS              | 2               | 0               | UEL                | 5                  | 0                  | -          | -          | -          | 34     | 5      |
| gen.-lug. 2016      | AIK              | A                | 11         | 2          | CS              | 4               | 3               | UEL                | -                  | -                  | -          | -          | -          | 15     | 5      |
| Totale AIK          | Totale AIK       | Totale AIK       | 38         | 7          |                 | 6               | 3               |                    | 5                  | 0                  |            | -          | -          | 49     | 10     |
| lug.-dic. 2016      | Molde            | ES               | 9          | 2          | CN              | -               | -               | -                  | -                  | -                  | -          | -          | -          | 9      | 2      |
| 2017                | Molde            | ES               | 27         | 8          | CN              | 5               | 3               | -                  | -                  | -                  | -          | -          | -          | 32     | 11     |
| gen.-ago. 2018      | Molde            | ES               | 16         | 1          | CN              | 2               | 1               | UEL                | 3                  | 0                  | -          | -          | -          | 21     | 2      |
| Totale Molde        | Totale Molde     | Totale Molde     | 52         | 11         |                 | 7               | 4               |                    | 3                  | 0                  |            | -          | -          | 62     | 15     |
| ago. 2018-gen. 2019 | Hamilton Acad.   | PL               | 15         | 1          | CS+CdL          | 0               | 0               | -                  | -                  | -                  | -          | -          | -          | 15     | 1      |
| 2019                | Mjøndalen        | ES               | 30         | 2          | CN              | 3               | 3               | -                  | -                  | -                  | -          | -          | -          | 33     | 5      |
| 2020                | Mjøndalen        | ES               | 30+1       | 2+0        | -               | -               | -               | -                  | -                  | -                  | -          | -          | -          | 31     | 2      |
| 2021                | Mjøndalen        | ES               | 27         | 2          | CN              | 1               | 0               | -                  | -                  | -                  | -          | -          | -          | 28     | 2      |
| Totale Mjøndalen    | Totale Mjøndalen | Totale Mjøndalen | 87+1       | 6+0        |                 | 4               | 3               |                    | -                  | -                  |            | -          | -          | 92     | 9      |
| gen.-lug. 2022      | KFUM Oslo        | 1D               | 0          | 0          | CN              | 0               | 0               | -                  | -                  | -                  | -          | -          | -          | 0      | 0      |
| Totale              | Totale           | Totale           | 286+1      | 47+0       |                 | 29              | 20              |                    | 10                 | 0                  |            | -          | -          | 326    | 67     |

### Cronologia presenze e reti in Nazionale
| Cronologia completa delle presenze e delle reti in nazionale ― Norvegia | Cronologia completa delle presenze e delle reti in nazionale ― Norvegia | Cronologia completa delle presenze e delle reti in nazionale ― Norvegia | Cronologia completa delle presenze e delle reti in nazionale ― Norvegia | Cronologia completa delle presenze e delle reti in nazionale ― Norvegia | Cronologia completa delle presenze e delle reti in nazionale ― Norvegia | Cronologia completa delle presenze e delle reti in nazionale ― Norvegia | Cronologia completa delle presenze e delle reti in nazionale ― Norvegia |
| Data                                                                    | Città                                                                   | In casa                                                                 | Risultato                                                               | Ospiti                                                                  | Competizione                                                            | Reti                                                                    | Note                                                                    |
| ----------------------------------------------------------------------- | ----------------------------------------------------------------------- | ----------------------------------------------------------------------- | ----------------------------------------------------------------------- | ----------------------------------------------------------------------- | ----------------------------------------------------------------------- | ----------------------------------------------------------------------- | ----------------------------------------------------------------------- |
| 27-8-2014                                                               | Stavanger                                                               | Norvegia                                                                | 0 – 0                                                                   | Emirati Arabi Uniti                                                     | Amichevole                                                              | -                                                                       |                                                                         |
| Totale                                                                  |                                                                         | Presenze                                                                | 1                                                                       |                                                                         | Reti                                                                    | 0                                                                       |                                                                         |